# 前進社
前進社（ぜんしんしゃ）は、東京都江戸川区松江に本社を置く日本の出版社。法人格のない任意団体。新左翼党派革命的共産主義者同盟全国委員会（通称「中核派」中央派）の出版部門であり公然拠点である。

## 概要
本社は、江戸川区松江の都営バス京葉交差点バス停付近に存在し、日本各地に支社、支局をおく。「中核派中央派」の拠点であることから、年に数回警視庁公安部による捜索を受けている。周囲を高い塀で囲い、正面の入口は鉄板で封鎖されているため、捜索の際には警察がその鉄板をエンジンカッターで破壊して中へ入ることもある。公安調査庁によると、東京本社にはおよそ80人の活動家が居住しているとされる。周辺の駐車場には活動家らに対する行動確認のため捜査員が乗り込んだキャンピングカーが24時間体制で駐車されている。
かつては豊島区東池袋に所在したが、1974年（昭和49年）9月3日、豊島区千早1丁目16番15号へ移転した。その鉄筋コンクリート5階建ての威容から、楠木正成の居城に擬えて「千早城」の異名をとった。豊島区千早の用地は活動費捻出のために売却され、1994年（平成6年）10月、比較的地価の安い江戸川区松江に移転した。敵対する革マル派から「ブクロ派」と蔑称されるのは、千早移転以前に東池袋にあったことから。
「みどるこあ」（「中核」の英直訳 Middle Core）の同人サークル名でコミックマーケットに出展経験がある。

## 出版物

### 定期刊行物
いずれも中核派中央派の機関紙誌である。
『前進』（週刊新聞）
1959年（昭和34年）9月20日第1号刊行。20号までは革命的共産主義者同盟全国委員会が直接発行していた。
『国際労働運動』（月刊誌）
「武装」、「コミューン」を経て現誌名。
『共産主義者』（季刊誌）
通称「イスト」（共産主義者の英訳（Communist コミュニスト）の略）。

### 書籍
- 『清水丈夫選集』（全10巻） - 中核派議長である清水丈夫の著作集。
- 『本多延嘉著作選』（全7巻） - 中核派の創設者・本多延嘉の著作集。

## 支社
- 神奈川支社 - 神奈川県横浜市中区長者町9-170（渡部ビル内）[4]
  - 以前は神奈川県横浜市南区高砂町1-10-38にあった。
- 東北支社 - 宮城県仙台市青葉区堤通雨宮町2-21-705[4]
  - 以前は宮城県仙台市青葉区藤松3-6（Kビル2F）にあった。
- 関西支社 - 大阪府大阪市天王寺区寺田町2丁目1-19[4]
  - 以前は大阪市淀川区東三国6丁目23-16にあったが、2007年11月に同派の関西地方委員会（関西派、後の革命的共産主義者同盟再建協議会）が分裂したのに伴い、東三国の関西支社は再建協議会の公然事務所となった。
- 中国支社 - 広島県広島市南区宇品西1-2-36[4]
- 九州支社 - 福岡県福岡市博多区半道橋1-7-22[4]
- 沖縄支局 - 沖縄県那覇市楚辺1-12-25（沖縄文化社）[4]

## 資料
- 『学生運動現在形 - ヘルメットの現代っ子たち』- 1993年1月15日に放送されたフジテレビのNONFIX。豊島区千早にあった頃の前進社を取材した。
- 前進チャンネル第100回「前進社ツアー&プレゼント」第2947号(6月11日付) - 前進社の公式YouTubeチャンネルで、江戸川区にある前進社の建物内や、行動確認する公安警察のキャンピングカーを撮影している。